# Narkotikum
 Denne artikel bør gennemlæses af en person med fagkendskab for at sikre den faglige korrekthed.

Narkotikum betyder bedøvende stof. Udtrykket narkotika anvendes i bred forstand om stoffer, som har virkning på centralnervesystemet. Det er hovedsagelig stoffer, som ændrer stemningslejet, tankevirksomheden og følelserne. Når formen narkotika bruges i flæng, hentydes ofte til euforiserende stoffer, der også bare kaldes stoffer. 
Narkotika inddeles populært i  i de 4 undergrupper psykedeliske stoffer (hallucinogener)som LSD og meskalin og cannabinoider , stimulerende stoffer som kokain og amfetamin, opioider som morfin og heroin.
Stofferne har ofte potentiale til at fremkalde psykisk og/eller fysisk afhængighed. Visse stoffer medfører tolerance, som betyder, at der kræves større og større dosis for at fremkalde samme virkning. Det er blandt andet tilfældet ved alkohol.

## Narkotika
- 2C-B
- Amfetamin
- Cathinoner, bl.a. methcathinon, MDPV, alfa-PVP og mephedron (under navne som drone, M-CAT, White Magic og meow meow)
- Designer drugs
- Dietylæter/æter
- DMT
- DOM (STP)
- Fantasy (GHB)
- Heroin
- Krokodil, desomorfin
- Ketogan
- Khat
- Ketamin
- Kokain
- LSD
- LSA
- MDA
- MDMA, Ecstacy
- Meskalin
- Metadon
- Opium
- PCP
- Psilocybin

## Andre misbrugte og eventuelt vanedannende stoffer
- Alkohol
- Hash / Pot
- Amylnitrat
- Anæstesigas
- Benzodiazepin
- Efedrin
- Petroleum
- Koffein
- Dinitrogenoxid
- Lightergas
- Nikotin
- Toluen